# Bananone

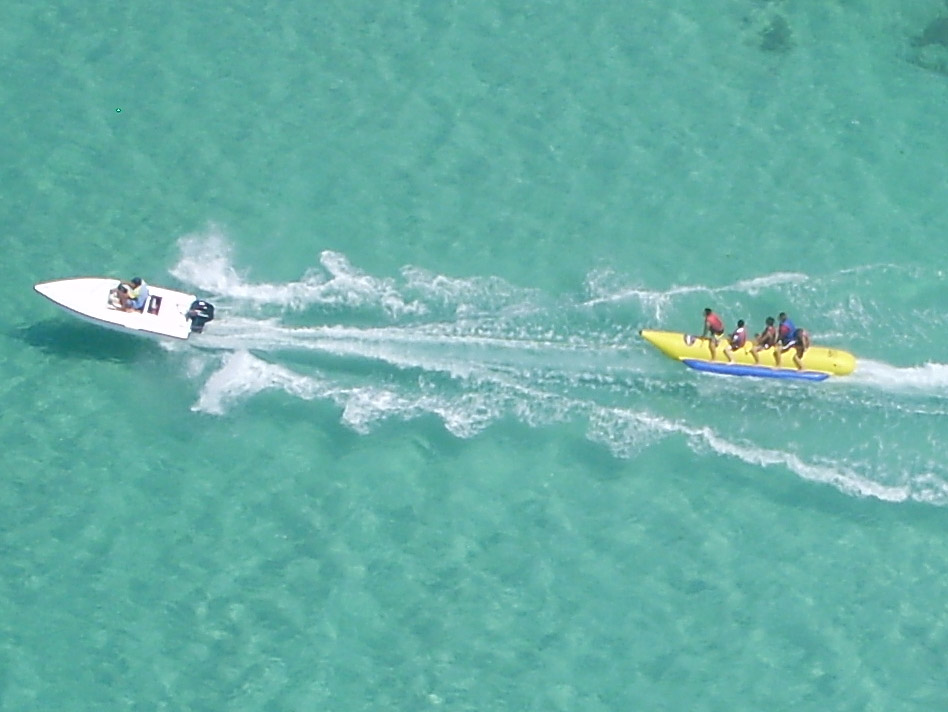
Un bananone a Varadero (Cuba)

Un bananone (in inglese banana boat) o slitta d'acqua è una barca da diporto gonfiabile non motorizzata destinata ad essere trainata, dal tubo principale spesso di colore giallo e a forma di banana. Fu inventato da Glenn Matthews negli anni ottanta.
In Italia il suo utilizzo è regolamentato dall'ordinanza di sicurezza balneare emessa dalla capitaneria di porto competente per territorio.

## Descrizione
Un bananone ha la forma di un lungo grosso tubo giallo, ai cui lati sono posti due tubi più piccoli, che servono a dare stabilità alla struttura. È privo di motore e viene trainato da un motoscafo. Alcuni modelli hanno due bananoni collegati ad un unico motoscafo. La parte superiore è divisa da svariate maniglie, ognuna delle quali viene afferrata da un giocatore.

## Modalità d'utilizzo
I bananoni vengono usati a scopo ricreativo: alcune persone (da un minimo di 3 a un massimo di 10) salgono cavalcioni sul bananone, indossando dei giubbotti di protezione e afferrando saldamente le maniglie, mentre un'altra pilota il motoscafo. Durante la corsa il pilota guida molto velocemente cercando di far sbilanciare chi è a bordo del bananone, mentre coloro che lo cavalcano cercano di rimanervi attaccati, finché il pilota non compie una curva talmente stretta da farlo capovolgere, e a quel punto i passeggeri devono lasciarsi cadere in acqua; successivamente si può terminare la corsa oppure continuarla per svariati turni.
Generalmente qualcuno sta sul motoscafo insieme al pilota per controllare che tutto vada bene e per soccorrere chi, eventualmente, accusasse dei problemi.